# Lagole
Làgole è la denominazione di una località di notevole interesse archeologico e naturalistico posta in una solatia conca, a valle del paese di Calalzo di Cadore, a ovest del rio Molinà e a monte del lago del Centro Cadore.

## Caratteristiche naturalistiche
È caratterizzata dalla presenza di numerose sorgenti di acque minerali e non, poste a breve distanza fra loro, in un'area del diametro di un centinaio di metri.
Molto probabilmente tali acque hanno comune origine nel bacino meridionale dell'Antelao e, dopo un complesso percorso in profondità, riaffiorano in questa zona ad una temperatura attorno ai dieci gradi centigradi, con un notevole arricchimento di solfati alcalino terrosi.
A causa dell'impermeabilità del suolo, costituito da strati gessosi di colore rosato, bianco e grigio chiaro, le acque scorrono con ruscellamento a spaglio senza creare alveo e confluiscono nel laghetto de la femenes.

## La divinità sanante Trumusiate
(A Šainate in dono.)
Le caratteristiche naturalistiche di Làgole, con il suo clima mite, sono certamente stati elementi chiave per lo svilupparsi in loco, nel III sec. a.C., di un complesso santuariale dove si celebravano culti legati alla libagione e al consumo rituale delle acque salutari. Durante la campagna di scavi organizzata da Giovanni Battista Frescura e dal dott. Enrico De Lotto negli anni 1949-1952, vennero infatti alla luce numerosi manici di simpulum (attingitoi) bronzei con iscrizioni in lingua venetica e latina, lamine lavorate a sbalzo e statuette di bronzo rappresentanti guerrieri, figure in atteggiamento orante o donante, e animali.

I manici degli attingitoi, spezzati dalle coppette dopo il consumo delle acque (bevute o utilizzate per abluzioni e bagni), recavano quasi sempre un'iscrizione contenente semplici testi votivi costituiti generalmente dal nome e dal patronimico del donante, dal nome o dall'epiteto della divinità e da formule dedicatorie.

Il ritrovamento in loco di numerose mandibole e ossa della parte terminale delle zampe di ovini e caprini, fa supporre anche la celebrazione di sacrifici animali.
L'ipotesi più accreditata ritiene che la sanante Trumusiate sia una divinità benefica "trimorfa", ipotesi avvalorata dal rinvenimento di una lamina recante al centro una decorazione a sbalzo con tre teste. In epoca romana alla sanante tricipite subentrò un Apollo iatrico e il culto durò fino al IV secolo d.C.
La stipe votiva è attualmente conservata nel museo archeologico della Magnifica Comunità di Cadore.

## Curiosità
Il ricordo del culto di Ecate a Làgole si perpetuò probabilmente nelle superstizioni popolari medioevali, nel mito delle longane o anguanes, divinità fluviali ed acquatiche divenute malefiche con il cristianesimo. Nota localmente è la leggenda della regina Bianca.